# زاده مه: قهرمان اعصار
«مه زاد: قهرمان اعصار» (انگلیسی: Mistborn: The Hero of Ages) سومین و آخرین کتاب از اولین سه‌گانهٔ سری زاده مه اثر براندون ساندرسون است که در ۱۴ اکتبر ۲۰۰۸ توسط تور بوکز منتشر شد.